# Piast Gliwice
El Piast Gliwice es un club de fútbol de la ciudad de Gliwice, en Polonia. Actualmente milita en la Ekstraklasa, máxima categoría del fútbol polaco. Fundado en 1945, sus colores tradicionales del Piast Gliwice son el rojo y el azul y juega sus partidos como local en el Estadio Municipal de Gliwice. El Piast disputa el «Derbi de Silesia» frente al Górnik Zabrze.

## Historia
El Piast Gliwice se fundó el 18 de junio de 1945 en la ciudad de Gliwice bajo el nombre de KS Piast Gliwice. Sus fundadores fueron inmigrantes polacos procedentes del oeste de la actual Ucrania, forzados a abandonar los territorios de Volinia y Leópolis para ser repatriados entre 1944 y 1946 a Silesia. Su nombre se debe a la dinastía Piast, antiguos gobernantes del Reino de Polonia desde el siglo X hasta 1370.
Desde su creación, el Piast Gliwice ha jugado la mayor parte de su historia en las divisiones inferiores del fútbol polaco. Fue el primer equipo en ascender a la Ekstraklasa, máxima categoría del fútbol en Polonia, tras haber iniciado desde el séptimo nivel. Su debut en primera división fue en 2008/09, ascendiendo en tercera posición por detrás del Lechia Gdańsk y el Śląsk Wrocław. Previamente ya se había medido frente a grandes clubes del país en la final de la Copa de Polonia, aunque sin levantar el título en ambas ocasiones (1977 y 1982).
En la campaña 2017-18 consiguió salvarse del descenso en la última jornada, venciendo por 4-0 al Termalica Bruk-Bet Nieciecza, equipo que sí descendería a la I Liga de Polonia, segunda división polaca. La temporada siguiente supondría un rotundo éxito para el Piast Gliwice, ocupando la parte alta de la tabla y siendo uno de los candidatos al título de la liga. En la fase final del torneo cosecharía cinco victorias seguidas, superando a los otros candidatos al título como el Lechia Gdańsk, Legia de Varsovia y el Lech Poznań y coronándose campeón de la Ekstraklasa por primera vez en sus 74 años de historia.

## Estadio

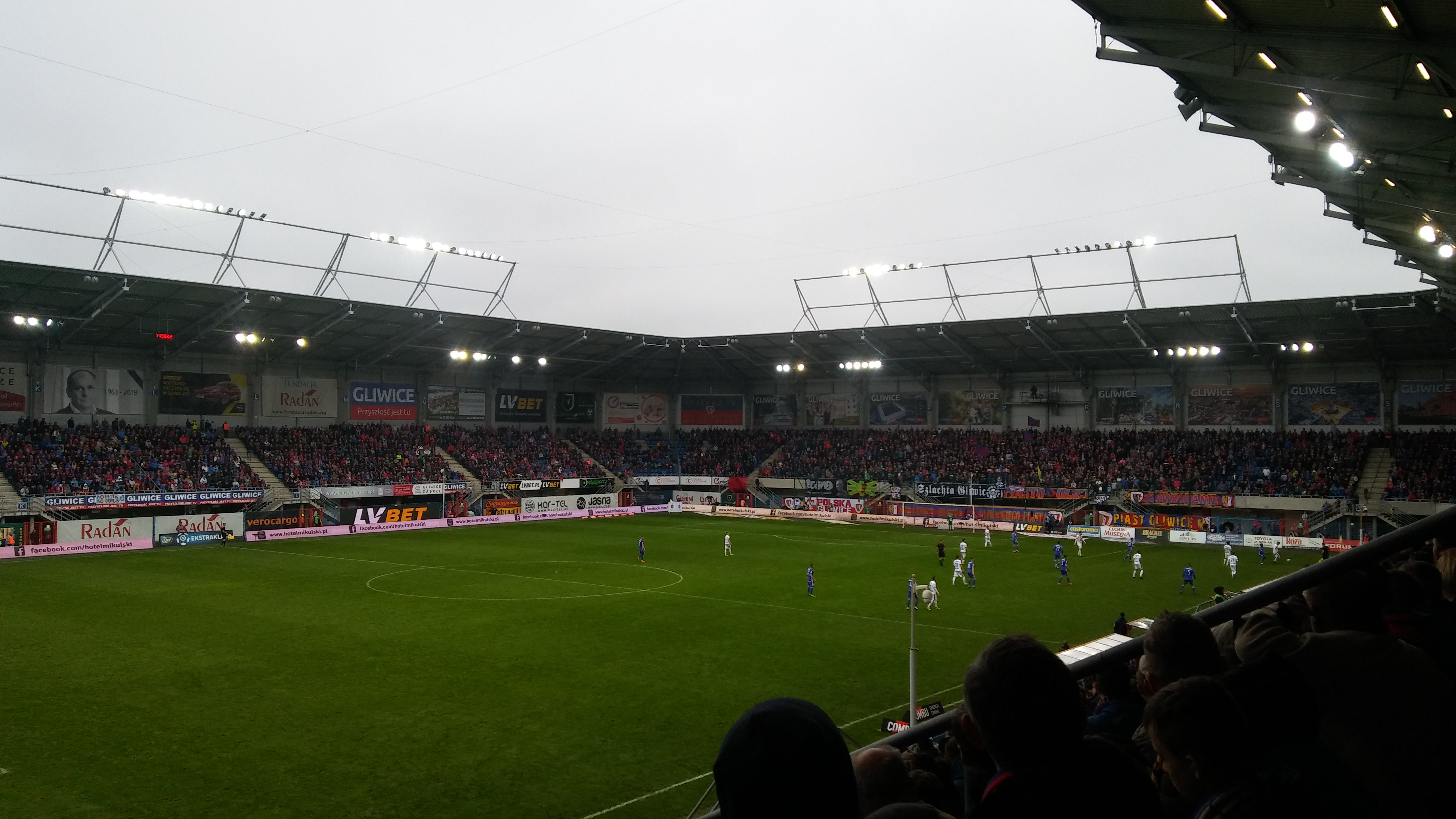
Estadio Municipal de Gliwice

## Jugadores

### Plantilla 2024/25
Actualizado el 2 de agosto de 2024.

### Jugadores destacados
- Adrian Sikora
- Franciszek Smuda
- Piotr Petasz
- Włodzimierz Lubański
- Kamil Glik
- Andrzej Buncol
- Lucjan Brychczy
- Rubén Jurado
- Adam Banaś
- Henryk Bałuszyński
- Marcin Robak
- Jarosław Kaszowski
- Grzegorz Kasprzik
- Horst Mnich
- Konstantin Vassiljev
- Radosław Murawski

## Palmarés

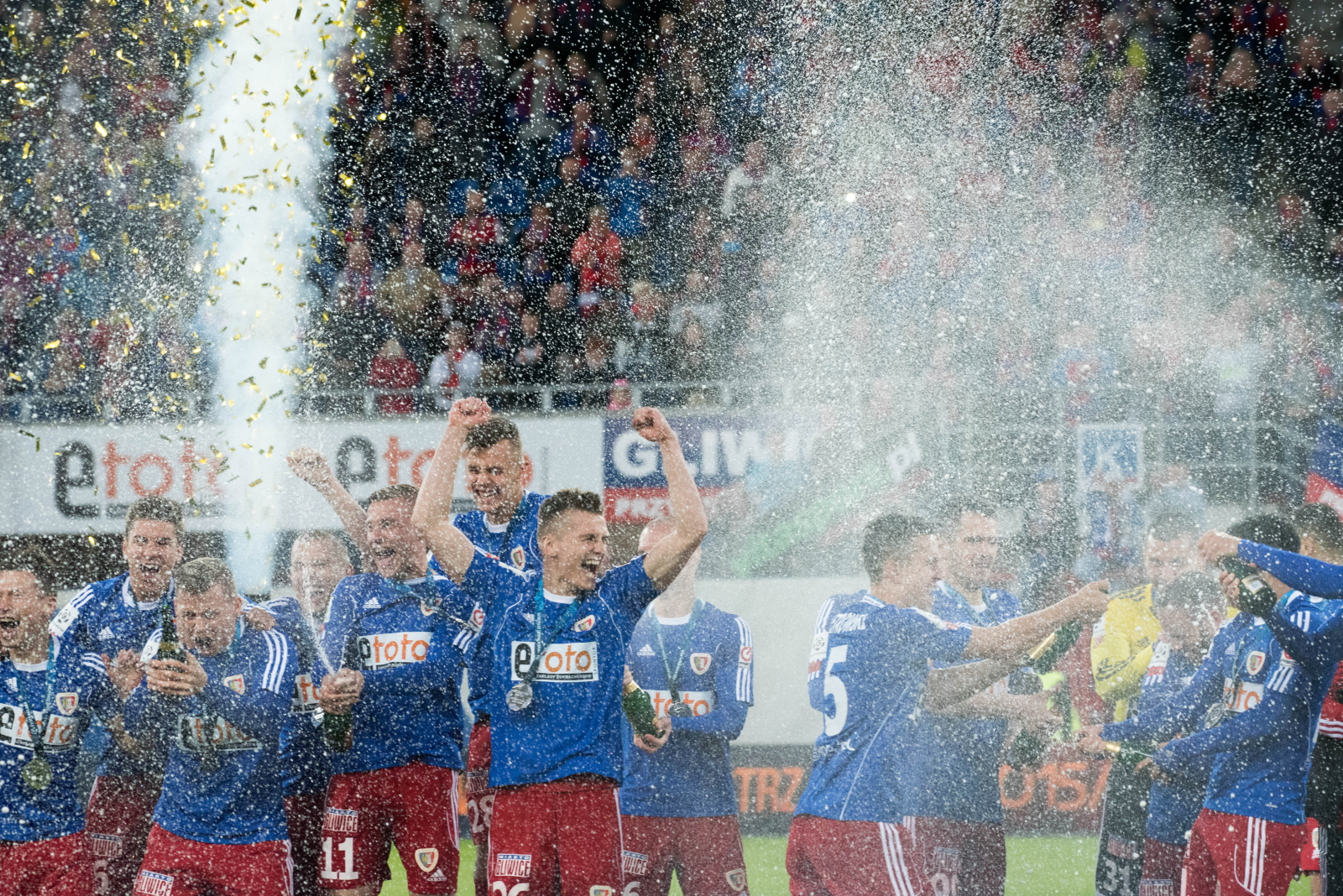
Celebración del título de subcampeón de liga del Piast Gliwice en 2016

### Torneos nacionales
- Ekstraklasa (1):

2018-19
- I Liga de Polonia (1):

2011/12
- En 1978 y 1983 fue subcampeón de la Copa de Polonia.

## Participación en competiciones de la UEFA
| Temporada | Torneo                | Ronda            | Club         | Casa | Visita | Global     |
| --------- | --------------------- | ---------------- | ------------ | ---- | ------ | ---------- |
| 2013-14   | UEFA Europa League    | Clasificatoria 2 | FK Qarabağ   | 2–2  | 1–2    | 3–4 (t.e.) |
| 2016-17   | UEFA Europa League    | Clasificatoria 2 | IFK Göteborg | 0–3  | 0–0    | 0–3        |
| 2019-20   | UEFA Champions League | Clasificatoria 1 | BATE Borísov | 1–2  | 1–1    | 2–3        |
| 2019-20   | UEFA Europa League    | Clasificatoria 2 | Riga         | 3–2  | 1–2    | 4–4 (a)    |
| 2020-21   | UEFA Europa League    | Clasificatoria 1 | Dinamo Minsk | –    | 2–0    | 2–0        |
| 2020-21   | UEFA Europa League    | Clasificatoria 2 | Hartberg     | 3–2  | –      | 3–2        |
| 2020-21   | UEFA Europa League    | Clasificatoria 3 | Copenhague   | –    | 0–3    | 0–3        |